# Cenocoelius brasiliensis
Cenocoelius brasiliensis är en stekelart som beskrevs av Szepligeti 1901. Cenocoelius brasiliensis ingår i släktet Cenocoelius och familjen bracksteklar. Inga underarter finns listade.